# Vritti
Vṛtti (IAST ; devanāgarī: वृत्ति) est un terme sanskrit qui signifie « fluctuation » ou « mouvement de la pensée ». Dans les Yoga Sūtra de Patañjali, ce vocable désigne toute modification du mental (citta).

## Vṛtti et Yoga
Dans la philosophie du Yoga, les Vṛtti sont des tourbillons mentaux constitués de pensées provenant des saṃskāra et des vāsanā liés au mental de l'individu (jīva). Ceux-ci surviennent sans que le sujet ait un quelconque pouvoir de les arrêter.
La pratique du yoga favorise une forme de concentration (dhāraṇā), permettant l'émergence de l'état méditatif ou contemplatif (dhyāna), qui donnerait accès au samādhi, c'est-à-dire à la pacification du corps et de l'esprit. Cet état de pacification du corps-esprit permettrait la libération des associations mécaniques des pensées ou "vṛtti", et de manière plus profonde la cessation de l'activité incessante du mental (ici citta). Cette inactivité du mental révèlerait ainsi la véritable nature du jiva. 
Le verset d'introduction des Yoga Sūtra de Patañjali dit : "Yogaś citta-vṛtti-nirodhaḥ" ("Yoga est la cessation des fluctuations du mental"). Le terme Yoga, dans ce contexte, étant entendu dans son sens de discipline philosophique et non dans le sens commun occidental qui désigne le Haṭha Yoga.

## Les cinq sortes de Vṛtti
Le texte des Yoga Sūtra de Patanjali mentionne cinq sortes de vrittis qui sont classées en:
- pramāṇa: jugement valide ou connaissance objective basée sur l'expérience ou l'expérimentation;
- viparyaya: jugement erroné ou connaissance non objective qui ne repose pas sur l'expérience ou l'expérimentation;
- vikalpa: conceptualisation ou connaissance indirecte basée sur la parole, les mots ou encore l'imagination qui ne s'appuient pas sur la réalité;
- nidrā: sommeil, somnolence mais aussi perte de l'attention;
- smṛti: impressions accumulées dans le citta mais aussi appel à la mémoire.